# Lifan 320
Lifan 320 (Smily) — компактный пятидверный хетчбэк, автомобиль китайской группы компаний Lifan. Впервые показан на Пекинском автосалоне в 2008 году.
Внешность автомобиля имеет немало общего с Mini Cooper. Под капотом Smily — мотор объёмом 1,3 литра, выпущенный по лицензии Toyota 8a-fe. Заявленная мощность двигателя составляет 94 лошадиных силы. В самой недорогой версии есть кондиционер, четыре электростеклоподъёмника, электроусилитель руля, ABS, ESP, EBD, ремни безопасности с преднатягом и ограничением, две подушки безопасности, противотуманные фары спереди и сзади, центральный замок с брелоком ДУ,  иммобилайзер, открывание капота, топливного бака и багажника из салона, обогрев заднего стекла, запасное колесо и аудиосистема с CD, четырмя динамиками, USB и AUX. Стоимость данной версии от 280 000 руб. 
С 2011 года Lifan 320 собирается на заводе российской компании Derways в Черкесске, а также в Нахичеванском автомобильном заводе в Азербайджане. В 2015 году был рестайлинг, появились новые фары, хромированные ручки дверей и поменялась центральная консоль.
Smily имеет три комплектации: Comfort, Luxury и Luxury CVT. Comfort включает в себя электроусилитель, преднатяжители и ограничители передних ремней, 35,5-сантиметровое (14 дюймов) запасное колесо, две подушки безопасности, ABS, BAS, иммобилайзер, четыре электростеклоподъёмника, кондиционер, открывание бака, капота и багажника из салона, обогрев заднего стекла, центральный замок с пультом ДУ, противотуманные фары и аудиотехнику с CD, розеткой 12V, USB и AUX. В комплектации Luxyry добавляются блокировка задних дверей и стеклоподъёмников, климат-контроль, 38,1-сантиметровое (15 дюймов) запасное колесо и детский замок. В комплектации Luxury CVT добавляются хромированная окантовка радиатора, аудиотехника с bluetooth и HandsFree.

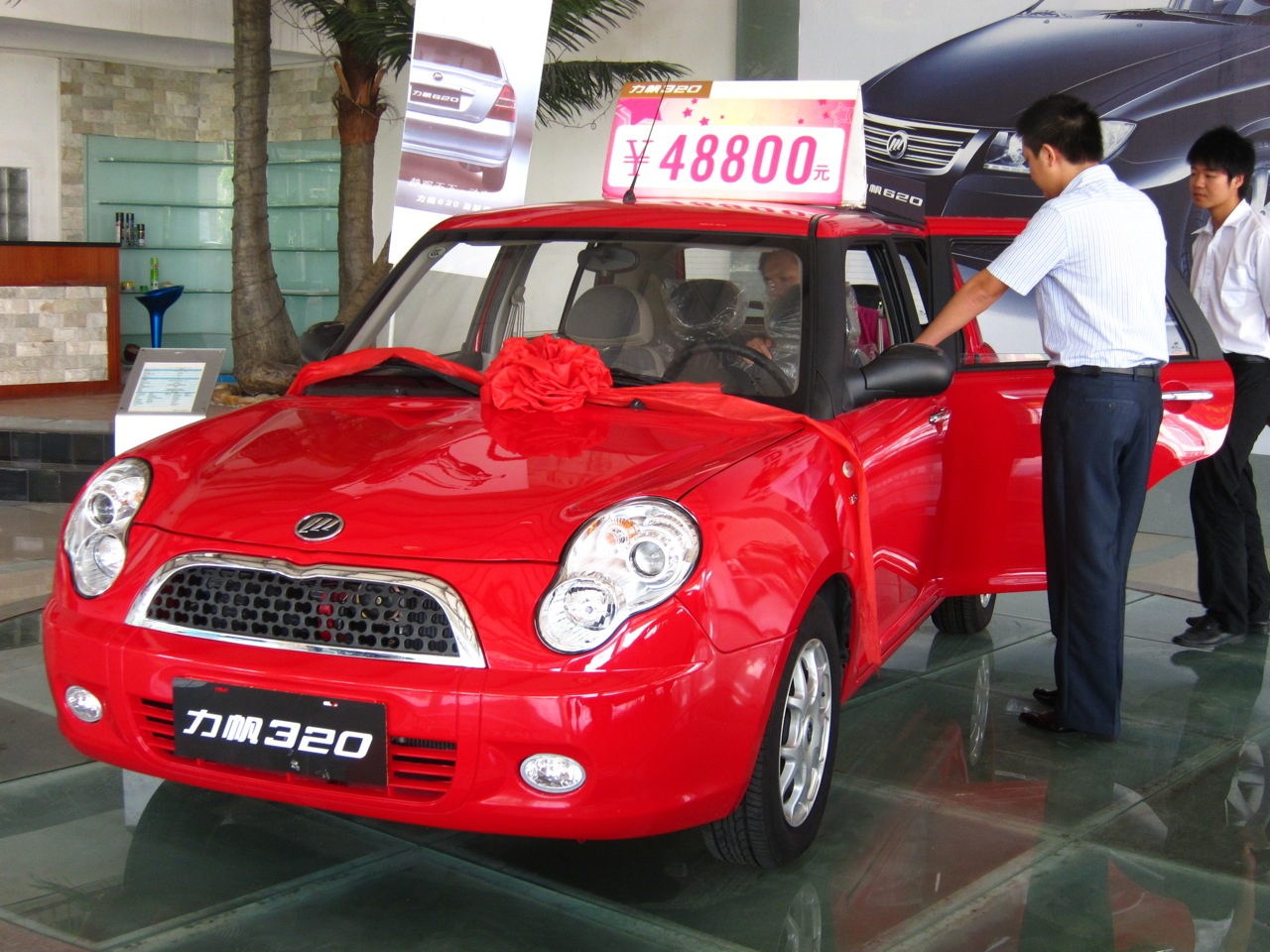
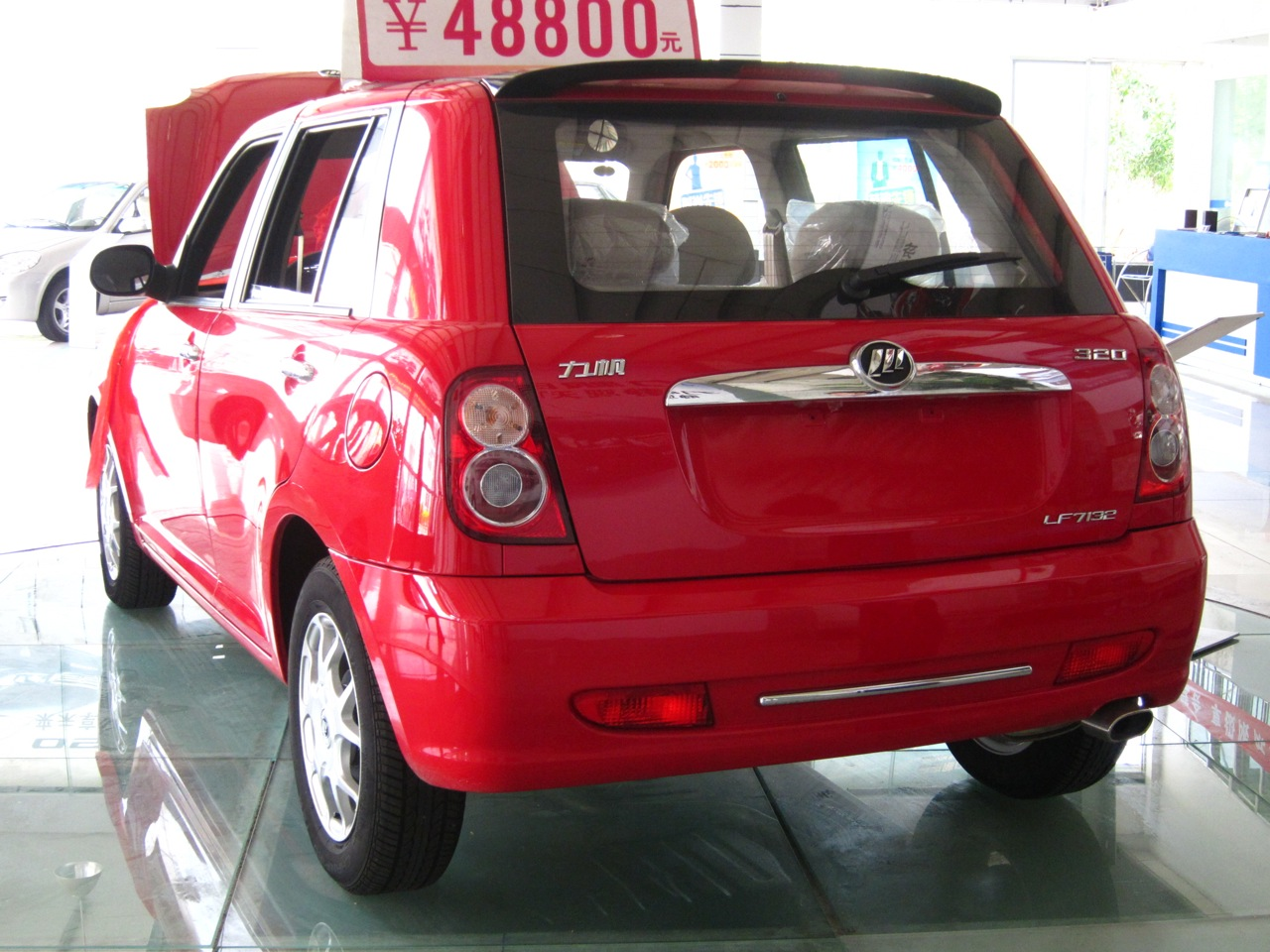
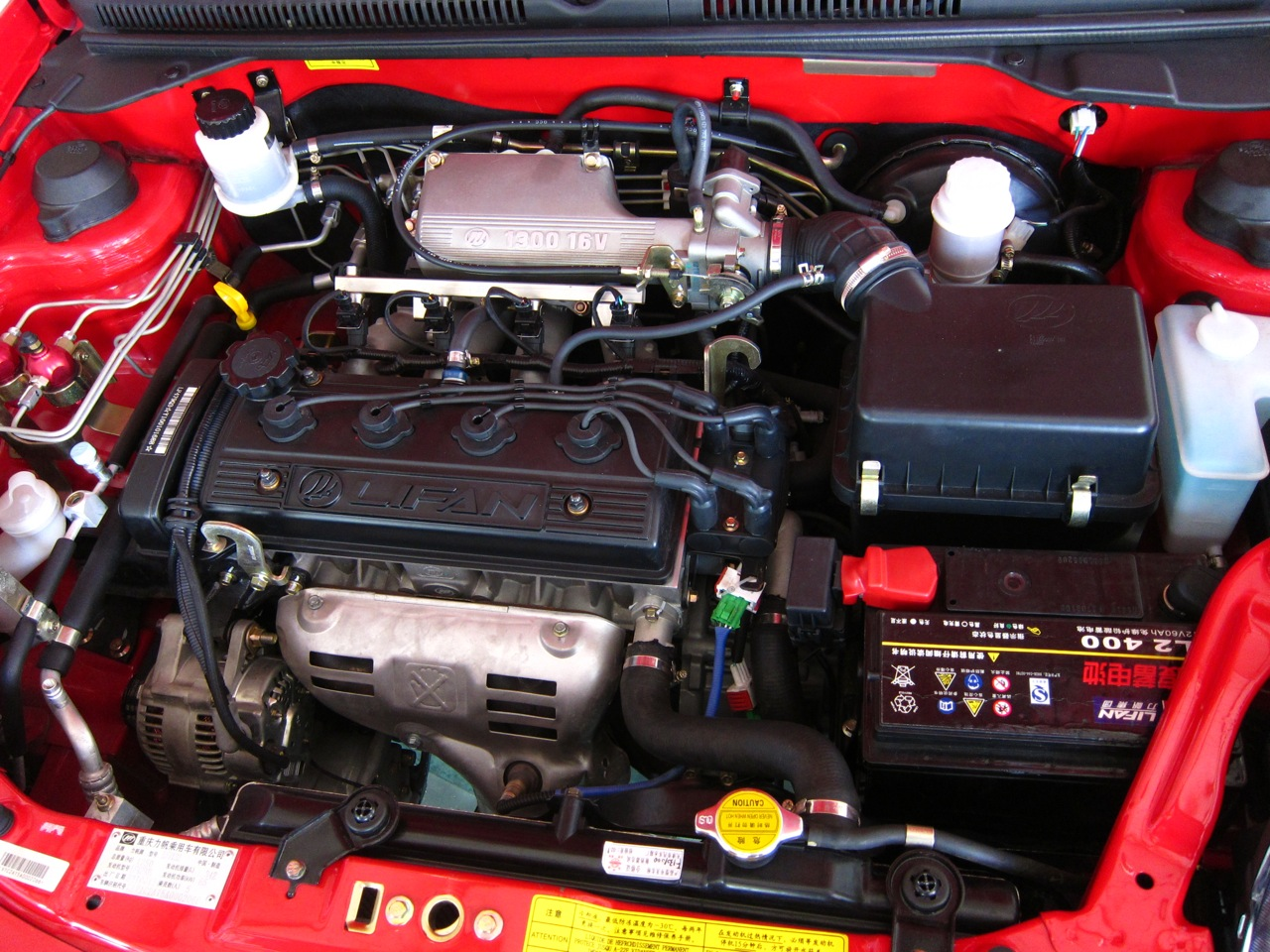
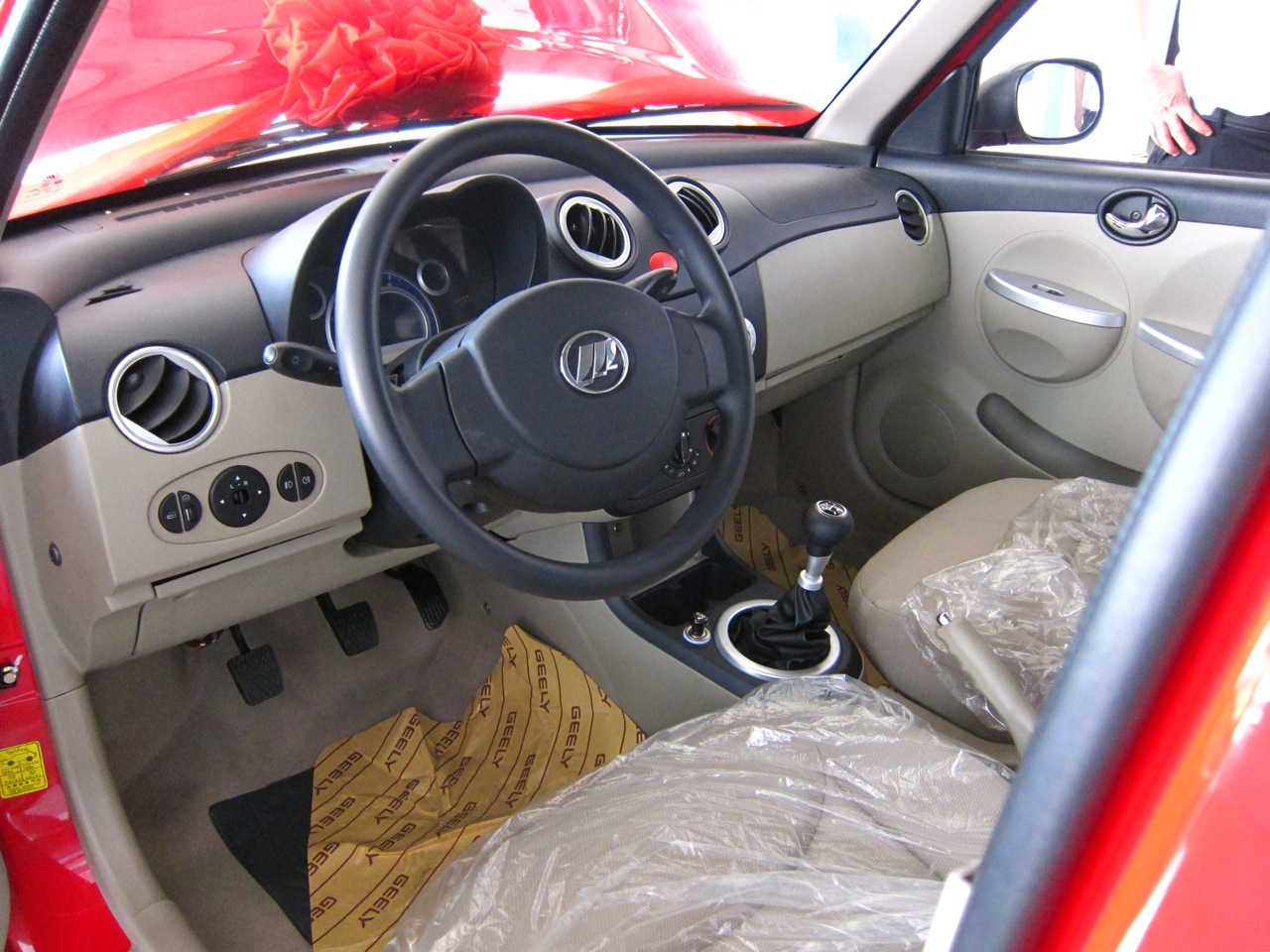
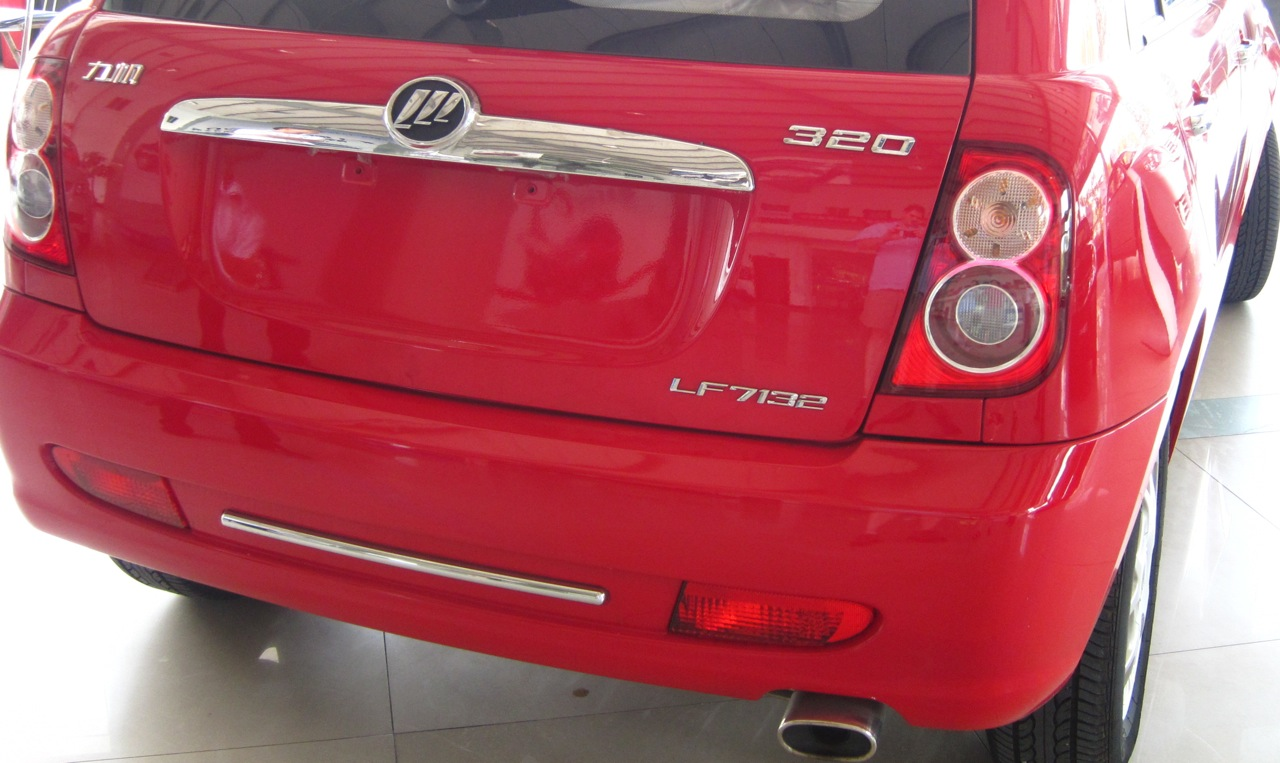